# Ruth Harriet Louise
Ruth Harriet Louise (nascuda com a Ruth Goldstein el 13 de gener de 1903 a Nova York - 12 d'octubre de 1940) va ser una fotògrafa nord-americana; la primera de Hollywood. Va ser responsable dels retrats de la Metro-Goldwyn-Mayer des de 1925 fins a 1930.

## Biografia
Filla d'un rabí, Ruth Harriet Louise va créixer a New Brunswick, Nova Jersey. Era germana de Mark Sandrich, qui va serr més tard realitzador, productor i guionista, i cosina de l'actriu Carmel Myers. Sentint-se primerament atreta per les belles arts, va ser Nickolas Muray qui la va estimular per fer fotografia i obrir el 1922 el seu estudi a Trenton sota el nom de Ruth Harriet Louise.
Mitjançant el seu germà, va aconseguir entrar a la Metro-Goldwyn-Mayer on va acabar sent la primera dona fotògrafa. Va resultar després responsable dels retratistes durant l'estiu de 1925, quan tenia 22 anys. Durant aquesta carrera, que només va durar 5 anys, s'estima que va realitzar més de 100 000 fotografies i hom la considera equivalent a George Hurrell quant a fotografia de glamur. Va abandonar la MGM el 1930 i es va casar amb el guionista, productor i realitzador Leigh Jason. Va morir el 1940 de les complicacions d'un embaràs.

## Retrats realitzats per Ruth Harriet Louise

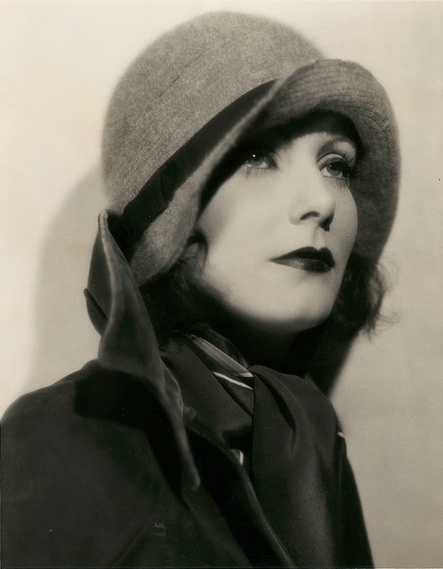
Greta Garbo
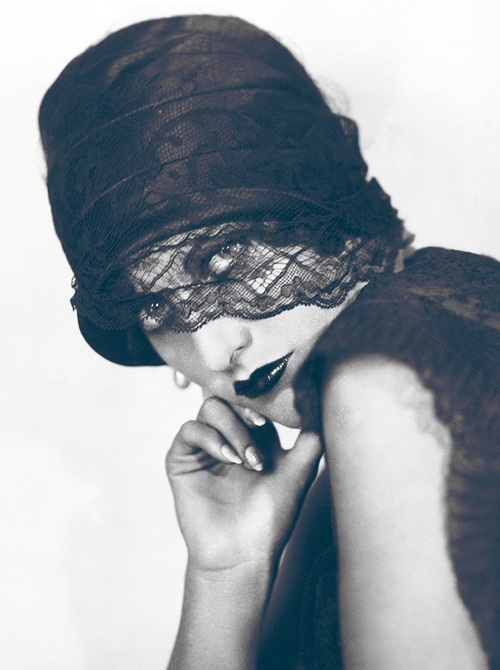
Joan Crawford
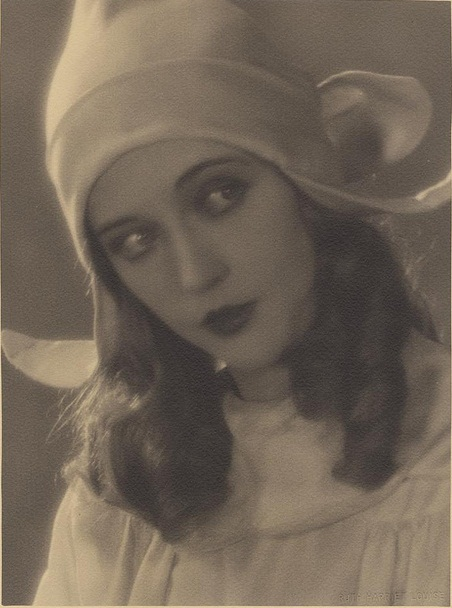
Marion Davies
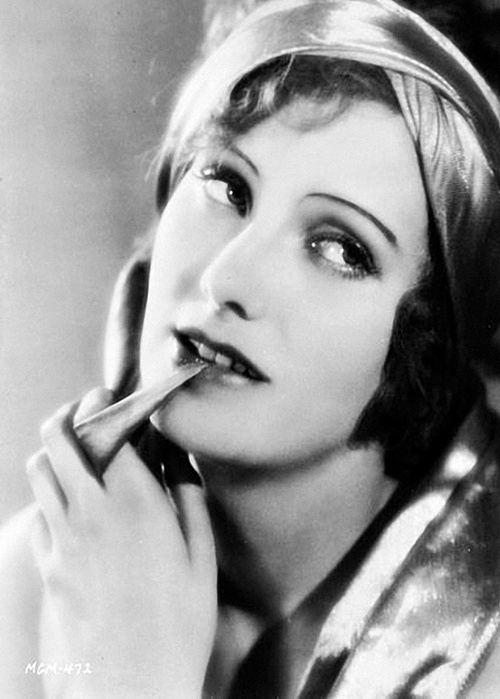
Greta Garbo
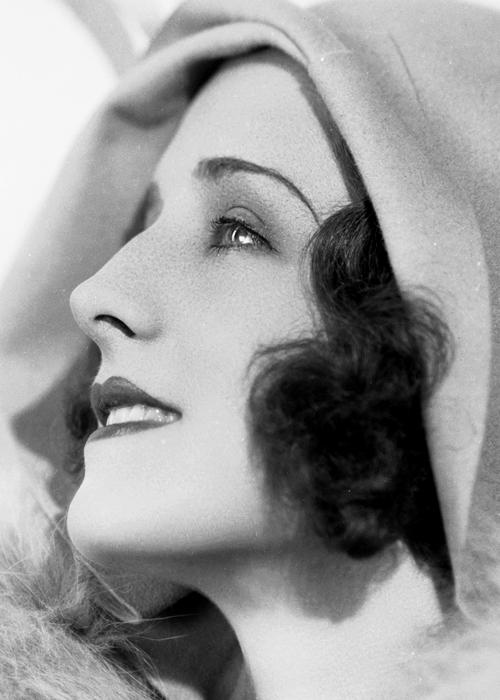
Norma Shearer
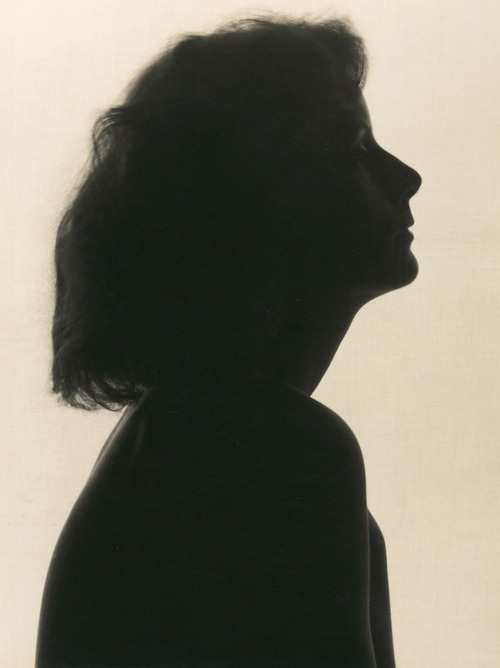
Greta Garbo
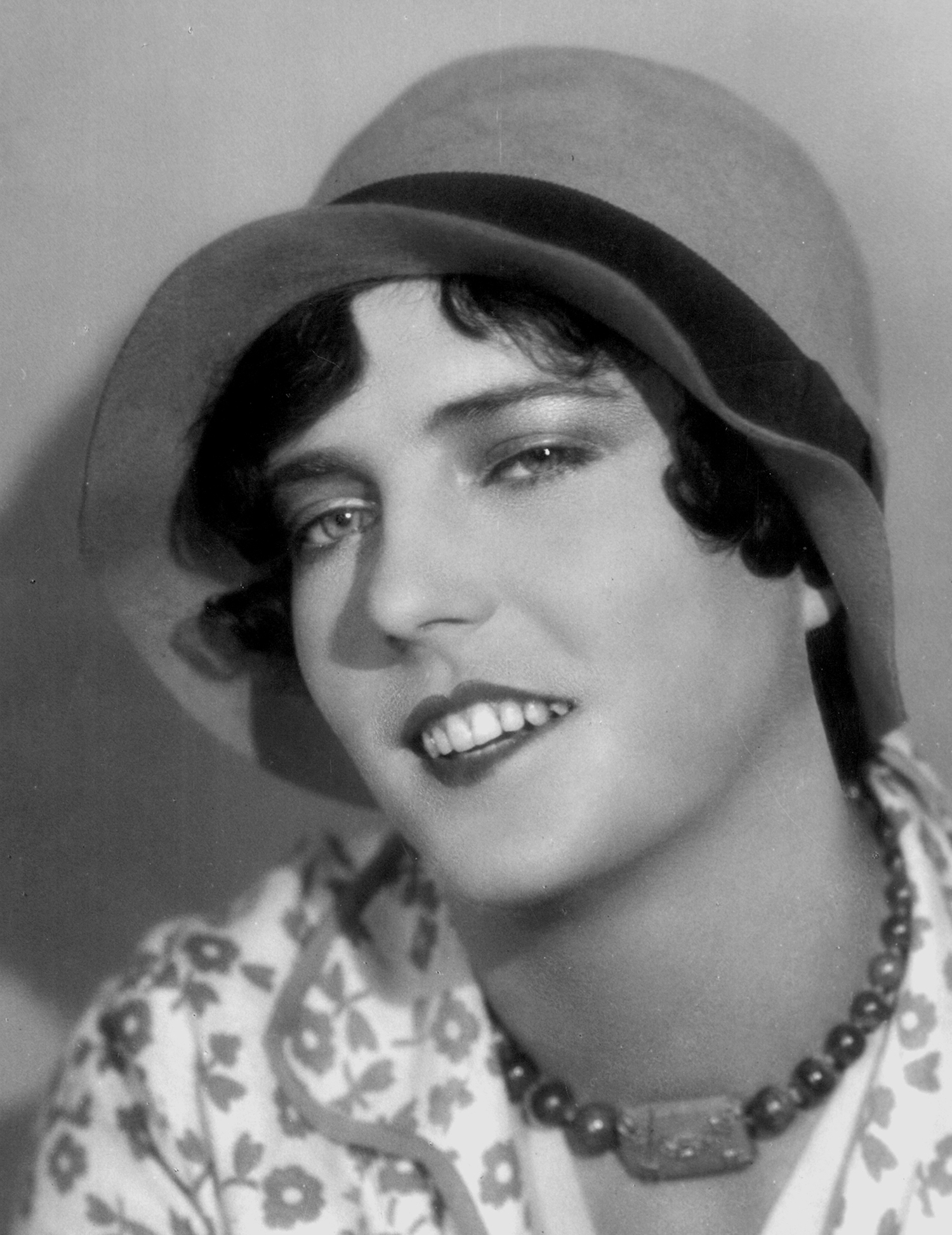
Pepi Lederer

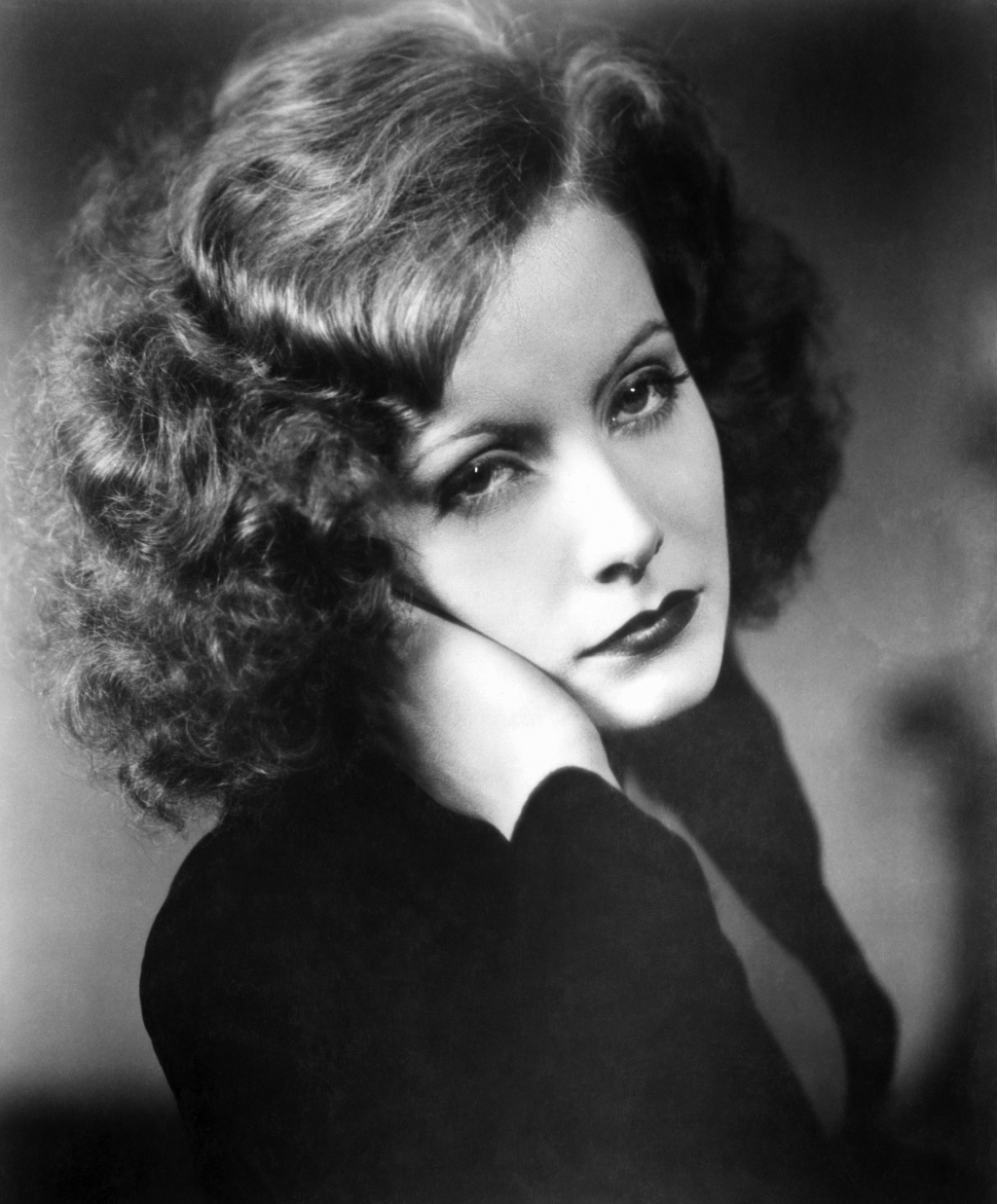
Greta Garbo
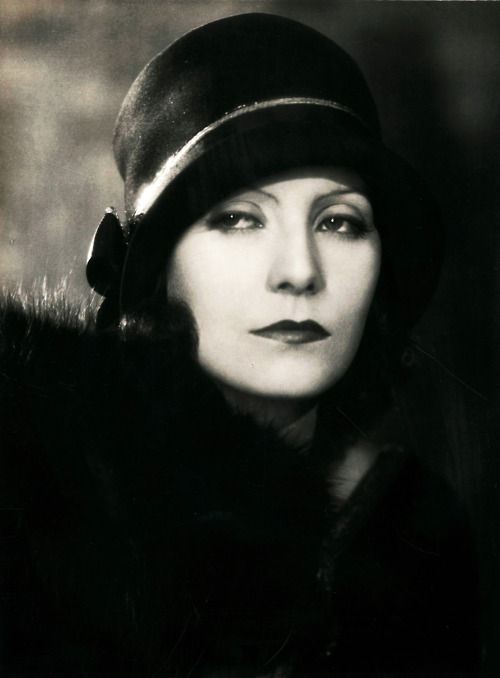
Greta Garbo
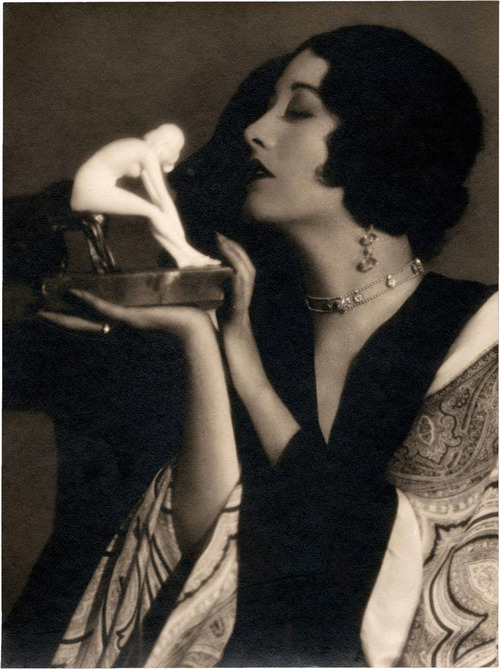
Joan Crawford
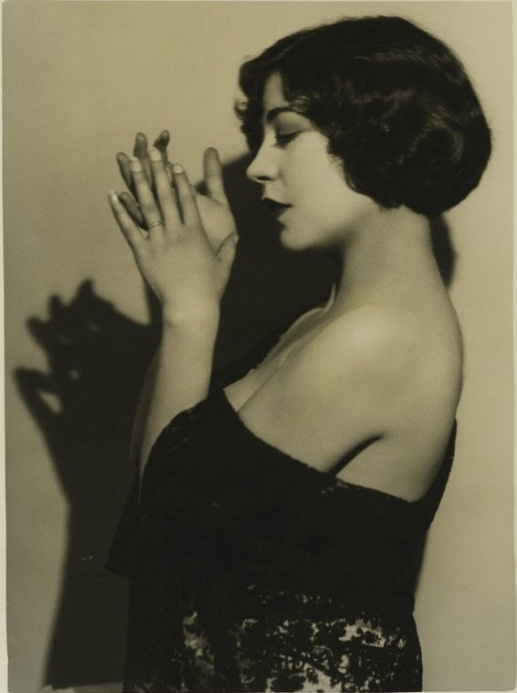
Renée Adorée
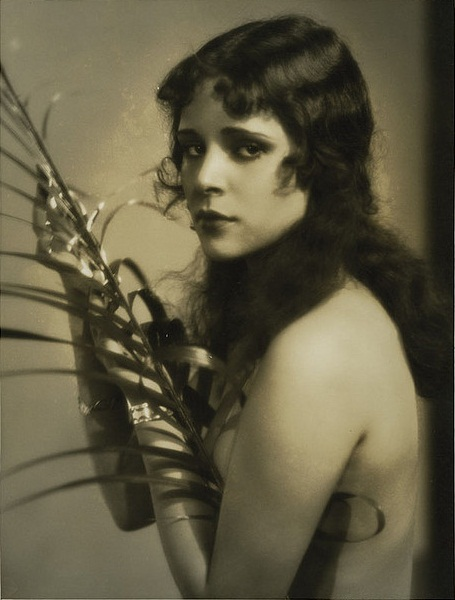
Dorothy Janis
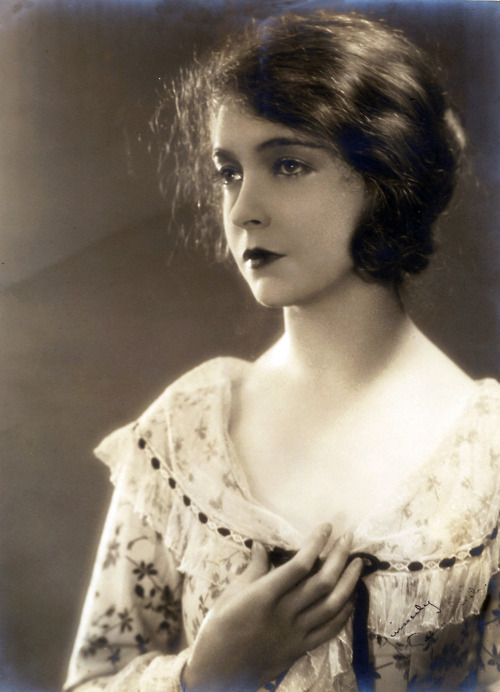
Lillian Gish
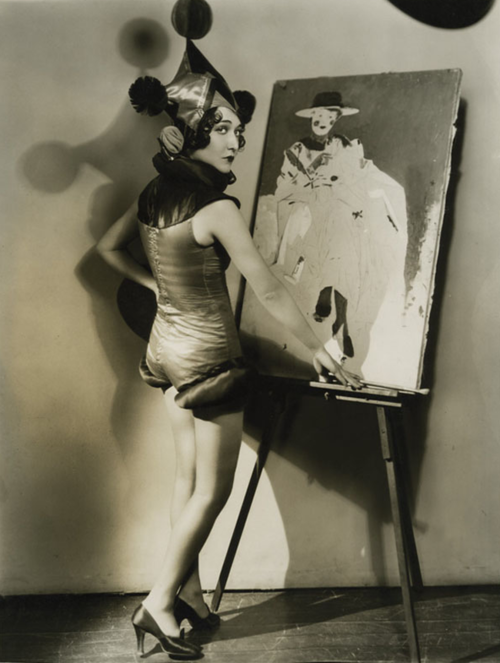
Dorothy Sebastian